# COVID-19-Pandemie in Palästina

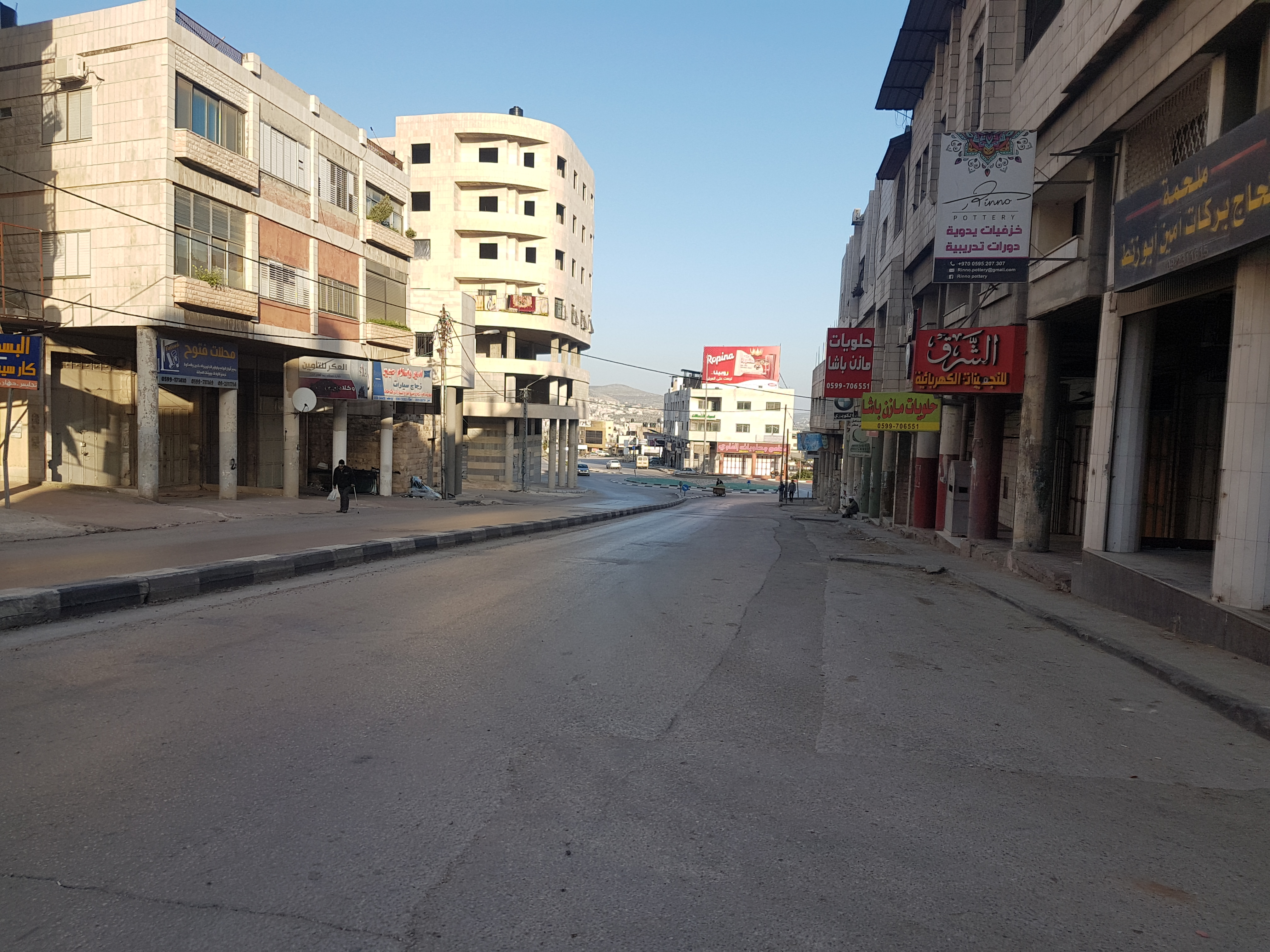
Erloschenes Straßenleben in Nablus, Westjordanland

Die COVID-19-Pandemie in Palästina betraf die palästinensischen Autonomiegebiete, namentlich das Westjordanland einschließlich Ostjerusalems sowie den Gazastreifen. Diese Gebiete unterstehen unterschiedlichem Maß an palästinensischer Selbstverwaltung und gehören zum teilweise völkerrechtlich anerkannten Staatsgebiet Palästinas.

## Hintergrund
Die COVID-19-Pandemie nahm im Dezember 2019 in der Volksrepublik China ihren Anfang. Die neuartige Atemwegserkrankung COVID-19 wird durch das Virus SARS-CoV-2 aus der Gruppe der Coronaviridae verursacht. Am 11. März 2020 stufte die Weltgesundheitsorganisation (WHO) das Geschehen als Pandemie ein.

## Situation und Verlauf

### Gaza-Streifen
Im 360 km² großen Gaza-Streifen rund um die Stadt Gaza leben etwa zwei Millionen Menschen. Das Gebiet wird von der Hamas kontrolliert. Eine Verbreitung der Krankheit würde rasch unkontrollierbar werden. Im Gaza-Streifen befinden sich insgesamt nur 50 bis 60 Beatmungsgeräte und rund 2500 Krankenhausbetten, davon sind 70 für die Intensivmedizin bestimmt. Als besonders gefährdet im Falle einer Ausbreitung der Krankheit gilt das Flüchtlingslager Dschabaliya im Gazastreifen, wo auf 1,4 Quadratkilometer 140.000 palästinensische Flüchtlinge leben.
Ab dem 15. März 2020 wurde für Personen, die einen der beiden Grenzübergänge passierten (Eres-Übergang nach Israel, Rafah-Übergang nach Ägypten), eine 14-tägige Quarantäne angeordnet.
Am Morgen des 22. März 2020 berichtete das palästinensische Gesundheitsministerium, dass zwei Erkrankte ausgemacht wurden. Es handelte sich um Personen, die sich zuvor in Pakistan aufgehalten hatten.
Die Märkte, Restaurants, Cafés und Moscheen wurden geschlossen; auch die Freitagsgebete sind abgesagt.
Der Tag des Bodens am 30. März 2020 wird im Gaza-Streifen ohne Massenproteste begangen.

### Westjordanland
Im 5800 km² großen Teil des Westjordanlands, der unter palästinensischer Selbstverwaltung steht, hat die Fatah die Kontrolle. Er besteht aus vielen Einzelgebieten. In weiteren Gebieten besteht eine mit Israel geteilte Kontrolle nach dem Abkommen von Oslo.
Etwa am 6. März 2020 wurden unter anderem 16 infizierte Bewohner in Bethlehem ausgemacht. Es handelte sich um Hotelbeschäftigte und ihre Angehörigen.
Ausländische Touristen durften zu der Zeit das Westjordanland nicht mehr besuchen.

## Statistik
Die Fallzahlen entwickelten sich während der COVID-19-Pandemie in den palästinensischen Autonomiegebieten wie folgt:

### Infektionen

Bestätigte Infizierte in den Palästinensischen Autonomiegebieten einschl. Ostjerusalem nach Daten der WHO. Oben kumuliert, unten Tageswerte

### Todesfälle

Bestätigte Todesfälle in den Palästinensischen Autonomiegebieten einschl. Ostjerusalem nach Daten der WHO. Oben kumuliert, unten Tageswerte